# Wereldkampioenschap basketbal vrouwen 1953
Het WK Basketbal voor vrouwen 1953 was het eerst gehouden wereldkampioenschap basketbal voor vrouwen. Tien landen die ingeschreven waren bij de FIBA namen deel aan het toernooi dat gehouden werd in Chili, van 7 maart tot en met 22 maart. De sterkste Europese teams, die op het EK 1952 de 1e tot de 6e plaats behaalden, deden niet mee aan het Wereldkampioenschap. Het basketbalteam van de Verenigde Staten werd de uiteindelijke winnaar van het toernooi.

## Eindklassering
| #      | Land             |
| ------ | ---------------- |
| Goud   | Verenigde Staten |
| Zilver | Chili            |
| Brons  | Frankrijk        |
| 4      | Brazilië         |
| 5      | Paraguay         |
| 6      | Argentinië       |
| 7      | Peru             |
| 8      | Mexico           |
| 9      | Zwitserland      |
| 10     | Cuba             |

| WK basketbal voor vrouwen 1953 winnaar |
| -------------------------------------- |
| Verenigde Staten Eerste titel          |